# Gaujac, Gard
Gaujac är en kommun i departementet Gard i regionen Occitanien i södra Frankrike. Kommunen ligger i kantonen Bagnols-sur-Cèze som tillhör arrondissementet Nîmes. År 2022 hade Gaujac 1 069 invånare.

## Befolkningsutveckling
Antalet invånare i kommunen Gaujac
Referens:INSEE